# 小满镇
小满镇，是中华人民共和国甘肃省张掖市甘州区下辖的一个乡镇级行政单位。

## 行政区划
小满镇下辖以下地区：
五星村、满家庙村、店子闸村、王其闸村、古浪村、康宁村、金城村、石桥村、中华村、张家寨村、甘城村、黎明村、杨家闸村、大柏村、河南闸村和小满村。